# Карл Гільперт
Карл Гільперт (нім. Carl Hilpert; нар. 12 вересня 1888, Нюрнберг, Баварське королівство — пом. 24 грудня 1948, Москва) — німецький воєначальник часів Третього Рейху, генерал-полковник Вермахту (1945). Кавалер Лицарського хреста Залізного хреста з Дубовим листям (1944).

## Біографія
Учасник Першої світової війни. Після демобілізації армії залишений у рейхсвері. З 1 жовтня 1937 року — начальник штабу 9-го армійського корпусу. 30 вересня 1939 року призначений начальником штабу групи армій «A», яка знаходилась на нідерландському кордоні. З 25 жовтня 1939 року — начальник штабу 1-ї армії, з якою брав участь у Французькій кампанії. З 26 жовтня 1940 року — начальник штабу групи армій «B», згодом групи армій «Центр», займався підготовкою військ до німецько-радянської війни. З 22 червня 1942 року — командир 59-го, з 25 липня 1942 року — 23-го, з 20 січня 1943 року — 54-го, з 1 січня 1944 року — 1-го армійських корпусів. З 3 вересня 1944 року — командувач 16-ю армією. У вересні-жовтні 1944 року армія зазнала важкої поразки в ході осіннього наступу радянських військ у Прибалтиці. В січні і березні 1945 року неодноразово тимчасово командував групами армій «Північ» і «Курляндія». 9 травня 1945 року здав радянським військам групу армій «Курляндія» (208 000 осіб). За офіційною версією, помер у в'язниці від інфаркту

## Нагороди
- Медаль принца-регента Луїтпольда
- Залізний хрест
  - 2-го класу (7 жовтня 1914)
  - 1-го класу (18 жовтня 1916)
- Орден «За військові заслуги» (Баварія) 4-го класу з мечами
- Почесний хрест ветерана війни з мечами
- Медаль «За вислугу років у Вермахті» 4-го, 3-го, 2-го і 1-го класу (25 років)
- Медаль «У пам'ять 1 жовтня 1938»
- Застібка до Залізного хреста
  - 2-го класу (20 квітня 1940)
  - 1-го класу (16 червня 1940)
- Німецький хрест в золоті (19 лютого 1943)
- Лицарський хрест Залізного хреста з дубовим листям
  - лицарський хрест (22 серпня 1943)
  - дубове листя (№542; 8 серпня 1944)
- Відзначений у Вермахтберіхт (18 серпня 1944 і 9 травня 1945)
- Нарукавна стрічка «Курляндія»

Військова кар'єра
- 1 жовтня 1907 — фанен-юнкер-єфрейтор
- 17 жовтня 1907 — фанен-юнкер-унтерофіцер
- 11 лютого 1908 — фенріх
- 26 травня 1909 — лейтенант
- 19 травня 1915 — оберлейтенант
- 14 грудня 1917 — гауптман
- 1 червня 1929 — майор
- 1 жовтня 1933 — оберстлейтенант
- 1 вересня 1935 — оберст
- 1 квітня 1939 — генерал-майор
- 1 листопада 1940 — генерал-лейтенант
- 1 вересня 1942 — генерал від інфантерії
- 7 травня 1945 — генерал-полковник